# イマココニアルモノ
『イマココニアルモノ』は、Sound Scheduleのメジャー1作目（通算2作目）のアルバム。2002年7月10日にDANGUY RECORDSより発売された。

## 概要
アルバムとしては前作『ここからはじまるストーリー』から約1年8か月ぶり、メジャーデビュー後では初めての作品。
「メンバー3人が今出せる音でシンプルかつ勢い良く勝負する」をコンセプトに制作された。
2022年10月には、ワンマンライブツアー『PLACE2022』にて本作の再現ライブが行われた。

## 収録曲
1. 幼なじみ [4:30]
作詞・作曲：大石昌良
編曲：Sound Schedule
メジャー3rdシングルの表題曲。
2. 世直しブッダ [3:48]
作詞・作曲：大石昌良
編曲：Sound Schedule
3. 月が落ちる前に... [4:27]
作詞・作曲：大石昌良
編曲：Sound Schedule
4. ちょっとだけ [5:10]
作詞・作曲：大石昌良
編曲：Sound Schedule
神戸芸術本舗のコンピレーションアルバム『神戸芸術本舗 VOL.2』に収録されていた楽曲のリメイク。
5. 君という花 [4:13]
作詞・作曲：大石昌良
編曲：Sound Schedule
メジャー2ndシングルの表題曲。
6. 大学物語 [3:28]
作詞・作曲：大石昌良
編曲：Sound Schedule
7. 流星群 (sound effects) [1:27]
編曲：Sound Schedule
8. 愛のかたち [5:02]
作詞・作曲：大石昌良
編曲：Sound Schedule
インディーズ時代のアルバム『ここからはじまるストーリー』に収録された同名の楽曲のリメイク。
9. マザーコンプレックス [4:27]
作詞・作曲：大石昌良
編曲：Sound Schedule
10. 吠える犬と君 [4:40]
作詞・作曲：大石昌良
編曲：Sound Schedule
メジャー1stシングルの表題曲。
11. 恋焦がれ [3:59]
作詞・作曲：大石昌良
編曲：Sound Schedule
12. 今ココにあるもの [5:13]
作詞・作曲：大石昌良
編曲：Sound Schedule
歌うことの本質にある感情を全力で表現した楽曲[3]。
Sound Scheduleの楽曲の中で初めてラジオで流れた楽曲でもある[注 1][4]。